# Kowalewo Pomorskie Miasto
Kowalewo Pomorskie Miasto – zlikwidowana stacja kolejowa w Kowalewie Pomorskim, w województwie kujawsko-pomorskim, w Polsce. Stacja została zamknięta w dniu 1 października 1999 roku.
Przez stację przebiegała linia kolejowa nr 209, obecnie linia rozpoczyna się od stacji Kowalewo Pomorskie i kończy na Bydgoszcz Wschód.